# ساکس هاربر
ساکس هاربر (به انگلیسی: Sachs Harbour) یک منطقهٔ مسکونی در کانادا است که در قلمروهای شمال غرب واقع شده‌است. ساکس هاربر ۱۱۲ نفر جمعیت دارد و ۸۶ متر بالاتر از سطح دریا واقع شده‌است.